# Sportclub Sand 1946 2017-2018 (calcio femminile)
Questa voce raccoglie le informazioni riguardanti lo Sportclub Sand 1946 nelle competizioni ufficiali della stagione 2017-2018.

## Divise e sponsor
Il main sponsor era Feger Bau mentre quello tecnico, fornitore delle tenute da gioco, era Erima.
|  | Casa | Trasferta |

## Organigramma societario
Tratto dal sito societario.
Area tecnica
- Allenatore: Sascha Glass
- Allenatore in seconda: Mirella Junker
- Allenatore dei portieri: Simon Panter
- Preparatore atletico: Marco Utz

## Rosa
Rosa, ruoli e numeri di maglia come da sito societario, aggiornati al 9 ottobre 2017, integrati dal sito della Federcalcio tedesca (DFB).
| N. |                                 | Ruolo | Calciatore              |
| -- | ------------------------------- | ----- | ----------------------- |
| 1  | Germania (bandiera)             | P     | Carina Schlüter         |
| 2  | Brasile (bandiera)              | C     | Leticia Santos          |
| 5  | Irlanda (bandiera)              | D     | Diane Caldwell          |
| 6  | Germania (bandiera)             | D     | Johanna Tietge          |
| 7  | Germania (bandiera)             | D     | Anne van Bonn           |
| 8  | Germania (bandiera)             | C     | Jenny Gaugigl           |
| 9  | Bosnia ed Erzegovina (bandiera) | A     | Milena Nikolić          |
| 10 | Germania (bandiera)             | D     | Selina Wagner           |
| 11 | Germania (bandiera)             | C     | Angela Migliazza (cap.) |
| 13 | Germania (bandiera)             | A     | Sylvia Arnold           |

| N. |                       | Ruolo | Calciatore        |
| -- | --------------------- | ----- | ----------------- |
| 15 | Germania (bandiera)   | C     | Anna Schlarb      |
| 16 | Austria (bandiera)    | C     | Adina Hamidovic   |
| 19 | Austria (bandiera)    | A     | Nina Burger       |
| 20 | Slovacchia (bandiera) | D     | Jana Vojteková    |
| 23 | Svizzera (bandiera)   | C     | Isabelle Meyer    |
| 25 | Austria (bandiera)    | D     | Verena Aschauer   |
| 26 | Germania (bandiera)   | D     | Laura Vetterlein  |
| 27 | Austria (bandiera)    | C     | Laura Feiersinger |
| 31 | Germania (bandiera)   | P     | Sabrina Lang      |
|    | Serbia (bandiera)     | A     | Dina Blagojević   |

## Calciomercato

### Sessione estiva
| Acquisti | Acquisti       | Acquisti  | Acquisti   |
| R.       | Nome           | da        | Modalità   |
| -------- | -------------- | --------- | ---------- |
| D        | Johanna Tietge | Wolfsburg | definitivo |
| C        | Sylvia Arnold  | Friburgo  | definitivo |
| C        | Selina Wagner  | Friburgo  | definitivo |

| Cessioni | Cessioni             | Cessioni           | Cessioni   |
| R.       | Nome                 | a                  | Modalità   |
| -------- | -------------------- | ------------------ | ---------- |
| D        | Cecilie Sandvej      | 1. FFC Francoforte | definitivo |
| C        | Silvana Chojnowski   | Colonia            | definitivo |
| C        | Dominika Škorvánková | Bayern Monaco      | definitivo |
| A        | Jovana Damnjanović   | Bayern Monaco      | definitivo |

### Sessione invernale
| Acquisti | Acquisti | Acquisti | Acquisti |
| R.       | Nome     | da       | Modalità |
| -------- | -------- | -------- | -------- |
|          |          |          |          |

| Cessioni | Cessioni    | Cessioni  | Cessioni   |
| R.       | Nome        | a         | Modalità   |
| -------- | ----------- | --------- | ---------- |
| P        | Erin McLeod | Växjö DFF | definitivo |

## Risultati

### Frauen-Bundesliga

#### Girone di andata
| Arbitro: | Stolz (Pritzwalk) |

|  |           |                           |
|  | Marcatori | 9’, 18’ Burger 90’ Arnold |

| Arbitro: | Heimann (Gladbeck) |

|  |           |                                            |
|  | Marcatori | 50’ Harder 68’ Popp 80’ Maritz 84’ Jakabfi |

| Arbitro: | Kunkel (Amburgo) |

|              |           |                              |
| Yokoyama 14’ | Marcatori | 18’ Feiersinger 49’ Aschauer |

| Arbitro: | Schlemmer (Nußbach) |

|                    |           |                                       |
| Van Bonn 5’ (rig.) | Marcatori | 65’ Lehmann 80’ Dallmann 87’ Schüller |

| Arbitro: | Joos (Leinfelden-Echterdingen) |

|                                |           |  |
| Behringer 81’ (rig.) Roord 89’ | Marcatori |  |

| Arbitro: | Michel (Gau-Odernheim) |

|                               |           |  |
| Burger 6’, 90+2’ Van Bonn 89’ | Marcatori |  |

| Arbitro: | Weigelt (Lipsia) |

|                |           |  |
| Breitner 90+1’ | Marcatori |  |

| Arbitro: | Wozniak (Herne) |

|                            |           |                     |
| Aschauer 24’ Vojteková 58’ | Marcatori | 55’ Bühl 85’ Magull |

| Arbitro: | Duske (Leverkusen) |

|             |           |  |
| Nikolić 83’ | Marcatori |  |

| Arbitro: | Stolz (Pritzwalk) |

|  |           |                          |
|  | Marcatori | 38’ Nikolić 62’ Aschauer |

| Arbitro: | Wildfeuer (Lubecca) |

|            |           |                               |
| Burger 71’ | Marcatori | 45’ Zadrazil 65’ (rig.) Kiwic |

#### Girone di ritorno
| Arbitro: | Söder (Ingolstadt) |

|                      |           |                          |
| Arnold 9’ Burger 30’ | Marcatori | 35’ Wolter 50’ Schiechtl |

| Arbitro: | Derlin (Bad Schwartau) |

|                        |           |  |
| Harder 38’ Jakabfi 82’ | Marcatori |  |

| Arbitro: | Joos (Leinfelden-Echterdingen) |

|                                       |           |                       |
| Van Bonn 66’ Burger 83’ Vojteková 88’ | Marcatori | 30’ Schmidt 42’ Ebert |

| Arbitro: | Rafalski (Baunatal) |

|                                    |           |  |
| Knaak 29’ (rig.), 61’ Dallmann 90’ | Marcatori |  |

| Arbitro: | Hussein (Bad Harzburg) |

|  |           |                                                  |
|  | Marcatori | 6’ Rolfö 69’ Islacker 90’ Demann 90+3’ Wenninger |

| Arbitro: | Diekmann (Dortmund) |

|  |           |                                                          |
|  | Marcatori | 8’, 9’, 90+5’ Burger 54’ Van Bonn 69’ Nikolić 85’ Arnold |

| Willstätt 29 aprile 2018, ore 11:00 CEST 18ª giornata | Sand              | 0 – 0 referto | Hoffenheim | ORSAY-Stadion (475 spett.)\| Arbitro: \| Appelmann (Alzey) \| |
| Arbitro:                                              | Appelmann (Alzey) |               |            |                                                               |

| Arbitro: | Söder (Ingolstadt) |

|                                |           |  |
| Magull 3’ Schöne 48’ Gwinn 70’ | Marcatori |  |

| Arbitro: | Wildfeuer (Lubecca) |

|  |           |              |
|  | Marcatori | 15’ Aschauer |

| Arbitro: | Michel (Gau-Odernheim) |

|                                               |           |  |
| Nikolić 13’, 70’ Feiersinger 33’ Van Bonn 81’ | Marcatori |  |

| Arbitro: | Duske (Leverkusen) |

|                                          |           |             |
| Rauch 30’ (rig.) Kiwic 81’ Prašnikar 82’ | Marcatori | 3’ Aschauer |

### DFB-Pokal
| Arbitro: | Schlemmer (Nußbach) |

|  |           | |
|  | Marcatori | 8’, 16’ Wagner 21’, 51’, 64’, 73’ Vojteková 25’, 37’ Burger 40’ Blagojević 59’, 86’ Nikolić 62’ Feiersinger 82’ Van Bonn |

| Arbitro: | Kunkel (Amburgo) |

|          |           |                                  |
| Kohr 85’ | Marcatori | 72’ Aschauer 84’ (rig.) Van Bonn |

| Arbitro: | Heimann (Gladbeck) |

|                        |           |                  |
| Graham Hansen 61’, 66’ | Marcatori | 79’ (rig.) Meyer |

## Statistiche

### Statistiche di squadra
| Competizione         | Punti | In casa | In casa | In casa | In casa | In casa | In casa | In trasferta | In trasferta | In trasferta | In trasferta | In trasferta | In trasferta | Totale | Totale | Totale | Totale | Totale | Totale | DR  |
| Competizione         | Punti | G       | V       | N       | P       | Gf      | Gs      | G            | V            | N            | P            | Gf           | Gs           | G      | V      | N      | P      | Gf     | Gs     | DR  |
| -------------------- | ----- | ------- | ------- | ------- | ------- | ------- | ------- | ------------ | ------------ | ------------ | ------------ | ------------ | ------------ | ------ | ------ | ------ | ------ | ------ | ------ | --- |
| Frauen-Bundesliga    | 30    | 11      | 4       | 3       | 4       | 17      | 19      | 11           | 5            | 0            | 6            | 15           | 15           | 22     | 9      | 3      | 10     | 32     | 34     | -2  |
| DFB-Pokal der Frauen | -     | -       | -       | -       | -       | -       | -       | 3            | 2            | 0            | 1            | 16           | 3            | 3      | 2      | 0      | 1      | 16     | 3      | +13 |
| Totale               | -     | 11      | 4       | 3       | 4       | 17      | 19      | 14           | 7            | 0            | 7            | 31           | 18           | 25     | 11     | 3      | 11     | 48     | 37     | +11 |

### Andamento in campionato
| Giornata  | 1 | 2 | 3 | 4 | 5 | 6 | 7 | 8 | 9 | 10 | 11 | 12 | 13 | 14 | 15 | 16 | 17 | 18 | 19 | 20 | 21 | 22 |
| --------- | - | - | - | - | - | - | - | - | - | -- | -- | -- | -- | -- | -- | -- | -- | -- | -- | -- | -- | -- |
| Luogo     | T | C | T | C | T | C | T | C | C | T  | C  | C  | T  | C  | T  | C  | T  | C  | T  | T  | C  | T  |
| Risultato | V | P | V | P | P | V | P | N | V | V  | P  | N  | P  | V  | P  | P  | V  | N  | P  | V  | V  | P  |
| Posizione | 3 | 7 | 6 | 7 | 7 | 7 | 7 | 8 | 8 | 7  | 8  | 8  | 8  | 8  | 8  | 8  | 7  | 7  | 7  | 7  | 7  | 7  |

Legenda:

Luogo: C = Casa; T = Trasferta. Risultato: V = Vittoria; N = Pareggio; P = Sconfitta.

### Statistiche delle giocatrici
| Giocatore      | Frauen-Bundesliga | Frauen-Bundesliga | Frauen-Bundesliga | Frauen-Bundesliga | DFB-Pokal der Frauen | DFB-Pokal der Frauen | DFB-Pokal der Frauen | DFB-Pokal der Frauen | Totale   | Totale | Totale      | Totale     |
| Giocatore      | Presenze          | Reti              | Ammonizioni       | Espulsioni        | Presenze             | Reti                 | Ammonizioni          | Espulsioni           | Presenze | Reti   | Ammonizioni | Espulsioni |
| -------------- | ----------------- | ----------------- | ----------------- | ----------------- | -------------------- | -------------------- | -------------------- | -------------------- | -------- | ------ | ----------- | ---------- |
| S. Amann       | -                 | -                 | -                 | -                 | -                    | -                    | -                    | -                    | -        | -      | -           | -          |
| S. Arnold      | 19                | 3                 | 0                 | 0                 | 1                    | 0                    | 1                    | 0                    | 20       | 3      | 1           | 0          |
| V. Aschauer    | 17                | 5                 | 1                 | 0                 | 2                    | 1                    | 0                    | 0                    | 19       | 6      | 1           | 0          |
| D. Bačić       | -                 | -                 | -                 | -                 | -                    | -                    | -                    | -                    | -        | -      | -           | -          |
| D. Blagojević  | 12                | 0                 | 1                 | 0                 | 1                    | 1                    | 0                    | 0                    | 13       | 1      | 1           | 0          |
| N. Burger      | 17                | 10                | 1                 | 0                 | 3                    | 2                    | 0                    | 0                    | 20       | 12     | 1           | 0          |
| D. Caldwell    | 22                | 0                 | 1                 | 0                 | 3                    | 0                    | 0                    | 0                    | 25       | 0      | 1           | 0          |
| L. Feiersinger | 22                | 2                 | 2                 | 0                 | 3                    | 1                    | 0                    | 0                    | 25       | 3      | 2           | 0          |
| L. Frank       | -                 | -                 | -                 | -                 | -                    | -                    | -                    | -                    | -        | -      | -           | -          |
| J. Gaugigl     | 6                 | 0                 | 0                 | 0                 | 0                    | 0                    | 0                    | 0                    | 6        | 0      | 0           | 0          |
| A. Hamidovic   | 3                 | 0                 | 0                 | 0                 | 1                    | 0                    | 0                    | 0                    | 4        | 0      | 0           | 0          |
| S. Lang        | 1                 | 0                 | 0                 | 0                 | 0                    | 0                    | 0                    | 0                    | 1        | 0      | 0           | 0          |
| Leticia Santos | 21                | 0                 | 2                 | 0                 | 3                    | 0                    | 0                    | 0                    | 24       | 0      | 2           | 0          |
| I. Meyer       | 19                | 0                 | 2                 | 0                 | 2                    | 1                    | 0                    | 0                    | 21       | 1      | 2           | 0          |
| A. Migliazza   | 1                 | 0                 | 0                 | 0                 | -                    | -                    | -                    | -                    | 1        | 0      | 0           | 0          |
| M. Nikolić     | 16                | 5                 | 0                 | 0                 | 3                    | 2                    | 0                    | 0                    | 19       | 7      | 0           | 0          |
| C. Savin       | 8                 | 0                 | 0                 | 0                 | 2                    | 0                    | 0                    | 0                    | 10       | 0      | 0           | 0          |
| J. Schlee      | 4                 | 0                 | 0                 | 0                 | 1                    | 0                    | 0                    | 0                    | 5        | 0      | 0           | 0          |
| C. Schlüter    | 22                | -34               | 0                 | 0                 | 3                    | -3                   | 0                    | 0                    | 25       | -37    | 0           | 0          |
| J. Tietge      | 15                | 0                 | 4                 | 0                 | 3                    | 0                    | 0                    | 0                    | 18       | 0      | 4           | 0          |
| A. Van Bonn    | 22                | 5                 | 3                 | 0                 | 3                    | 2                    | 0                    | 0                    | 25       | 7      | 3           | 0          |
| L. Vetterlein  | 21                | 0                 | 7                 | 0                 | 2                    | 0                    | 1                    | 0                    | 23       | 0      | 8           | 0          |
| J. Vojteková   | 20                | 2                 | 4                 | 1                 | 3                    | 4                    | 2                    | 0                    | 23       | 6      | 6           | 1          |
| S. Wagner      | 10                | 0                 | 1                 | 0                 | 2                    | 2                    | 0                    | 0                    | 12       | 2      | 1           | 0          |